# Иван Гаджев
Иван Илиев Гаджев е български политически емигрант, общественик и архивист на исторически документи.

## Биография
Иван Гаджев е роден на 23 декември 1937 година в град Неврокоп в семейството на дееца на ВМРО Илия Гаджев, активист на ВМРО убит от комунистическите власти през есента на 1944 година. Негов брат е оперният певец Здравко Гаджев.
Иван Гаджев завършва тогавашния Висш институт по ветеринарна медицина в София. Впоследствие Гаджев преминава нелегално строго охраняваната българо-гръцка граница през 1968 година Той търси политическо убежище и същата година се установява в Детройт - САЩ. Практикува ветеринарна медицина в САЩ и Канада. Активен член е на българската емигрантска колония в Северна Америка, секретар на ЦК на Македонската патриотична организация (МПО) и председател на МПО „Татковина“ – Детройт. През 1976 г. създава и ръководи Македоно-български научен институт „Св. Климент Охридски“ в Детройт. До къщата си в Детройт построява библиотека, където събира над 40 000 тома, 1 млн. архивни документи, хиляди снимки и други ценни вещи от 1880 година до днес. След признаването на Република Македония от България на 16 януари 1992 година Институтът се преименува и разраства като Институт по история на българската емиграция в Северна Америка „Илия Гаджев“, като носи името на баща му. След промените от 1989 година се завръща в България. През 2001 година за да задоволи нуждите на Института, Гаджев построява специална сграда в центъра на град Гоце Делчев и премества от САЩ цялата архива на Института. Автор е на редица книги, създава и огромна колекция от 30 000 тома, снимки и архивни материали за българската емиграция, която е изложена в родния му град Гоце Делчев.
Автор е на книгите „История на българската емиграция в Северна Америка“ в два тома (2003-2006), „Непримиримият Илия Минев“ (2003), „Лушин“ в пет тома (2004-2005), „Иван Михайлов - отвъд легендите“ в два тома (2007-2009), „Четникът Никола Гушлев“ (2016).
В 1985 година записва на магнетофон спомените на Никола Гушлев в Торонто, като след това са издадени на два пъти: през 2014 година със заглавие „Борба за свобода: Спомени на един македонски четник“ и през 2016 година като „Четникът Никола Гушлев“.
Иван Гаджев умира на 20 май 2017 година в Детройт, САЩ.